# جون هاينز (ملاكم)
جون هاينز (بالإنجليزية: John Hines)‏ (30 يوليو 1912 – 11 ديسمبر 1966) هو ملاكم أمريكي راحل، مثّل بلاده في الألعاب الأولمبية الصيفية 1932.

## روابط خارجية
جون هاينز على موقع أوليمبيديا (الإنجليزية)